# Lokapala
Els lokapala són els déus que governen les direccions (nord, sud, est i oest). La seva funció és protegir als fidels vinculats amb les direccions que governen. Solen poder comunicar-se amb esperits a la recerca de la seva ajuda, per això se solen veure a sarcòfags, individualment o en parella. El seu origen es remunta a diverses tradicions de diferents països, això ha provocat una evolució de característiques, atributs i noms diferents.
La seva descripció té diferents significats segons el seu context religiós. A l'hinduisme el lokapāla es refereix als guardians de les direccions, associats amb els punts cardinals. En el Budisme, es refereix als Quatre Reis Celestials.

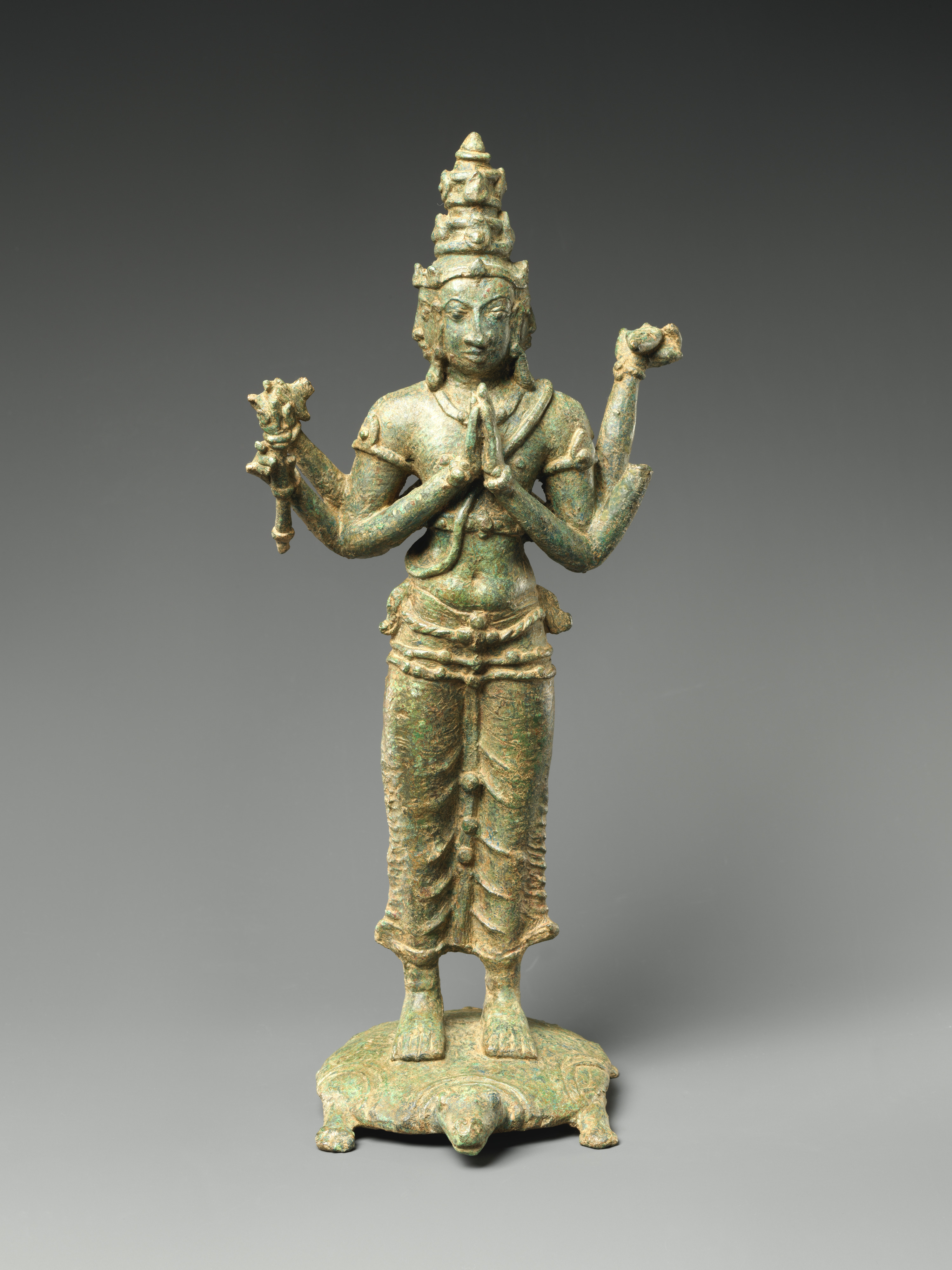
Bharma sobre una tortuga envoltada pels quatre lokapalas, punts cardinals, del MetropolitanMuseum of art de Nova York

## A l'hinduisme
A la tradició hindú se'ls denomina Dikpāla. Principalement hi trobem quatre guardians. Fan referència als quatre punts cardinals: Indra, Varuna, Yama i Kubera, guardians nord, sud, est i oest. En aquesta religió el sol és l'energia més important, aquest es posa per l'est, és per aquest motiu que es considera al déu de l'est, Indra, com el més important d'aquests quatre guardians. El déu del sud, Yama, també és un dels més adorats.
Amb el temps aquestes quatre divinitats es van convertir en vuit, conformant els punts cardinals menors, de mode que en total existeixen vuit Dikpāla. Aquests nous que s'afegeixen són Ishana pel Nord-oest, Agni pel Sud-oest, Vaiú pel Nord-est i Nirrti pel Sud-est.
És tradicional representar a aquests déus als temples, es poden representar individualment o en parella. Aquestes representacions solen ser en relleus o escultures, mostrant totes aquestes divinitats amb els seus atributs característics.

##### Direccions a la tradició Hindú
| Nom    | Direcció  |                                                                 | Astre   |
| ------ | --------- | --------------------------------------------------------------- | ------- |
| Kubera | Nord      | Déu de la fortuna                                               | Mercuri |
| Yama   | Sud       | Déu de la justicia i la mort                                    | Mart    |
| Indra  | Est       | Senyor del cel, déu del temps, el cel, la pluja i les tempestes | Sol     |
| Varuna | Oest      | Déu del mar, oceans i la pluja                                  | Saturn  |
| Ishana | Nord-Oest | Déu del naixement, la mort, la resurrecció i el temps           | Júpiter |
| Agni   | Sud-Oest  | Déu del foc                                                     | Venus   |
| Vaiú   | Nord-Est  | Déu de l'aire                                                   | Lluna   |
| Nirrti | Sud-Est   | Déu de la mort i la decadència                                  |         |

## Al Budisme
A la tradició budista es coneixen com Lokapala, els Quatre Reis Celestials o els Quatre Protectors del Dharma. Amb el pas del temps, aquestes quatre divinitats s'hi van sumar més direccions (nord-oest, sud-oest, nord-est i sud-est), per tant, en total la tradició budista està composta per vuit direccions. Aquests actuen com a guardians del Buda i lluiten contra les amenaces, però al mateix temps també s'encarreguen de vigilar el món. Els seus atributs característics són els d'un guerrer amb armadura i casc militar, també se'ls reconeix per la barba.

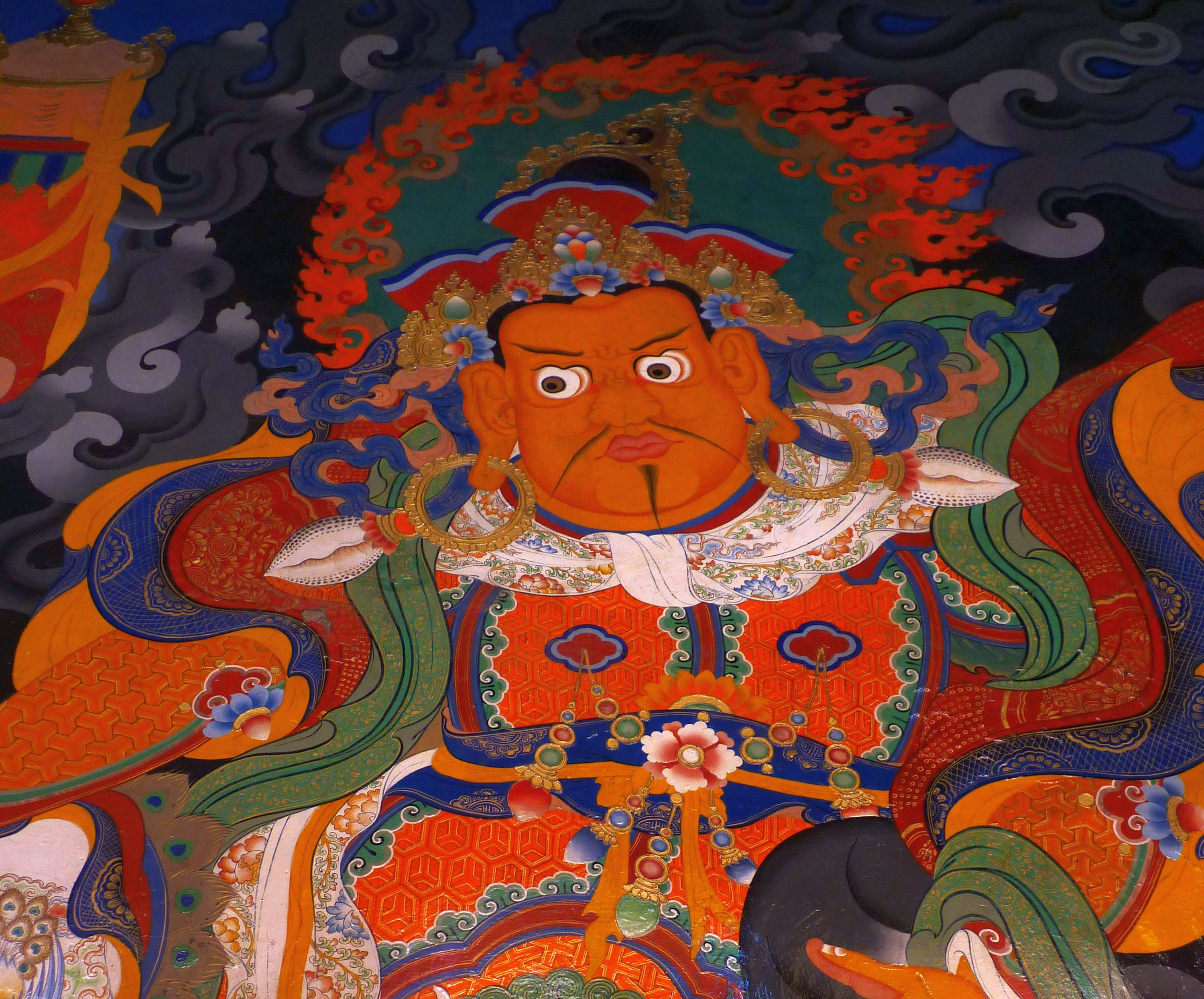
Pintura mural de Vaiśravaṇa a Lamayuru Monastery, Ladakh, India

1. Vaiśravaṇa: Guardià del Nord i els tresors com déu de la fortuna. Sempre es representa sobre un lleó i una mangosta a la mà esquerra, a l'altra mà subjecta un bastó. També se'l pot representar escopint perles i subjectant una llimona.
2. Virūpākṣa: Guardià del sud, és fàcil d'identificar per la petita trompa d'elefant que li surt del cap. El seu atribut principal és l'espasa amb què lluitarà contra els enemics.
3. Dhṛtarāṣṭra: Protector de l'est, és el músic celestial, per aquest motiu un dels seus principals atributs és el llaüt o una flauta travessera.
4. Virūḍhaka: Guardià de l'oest i protector de les relíquies de Buda. Els seus atributs principals són un reliquiari i una serp que subjecta amb la mà esquerra.

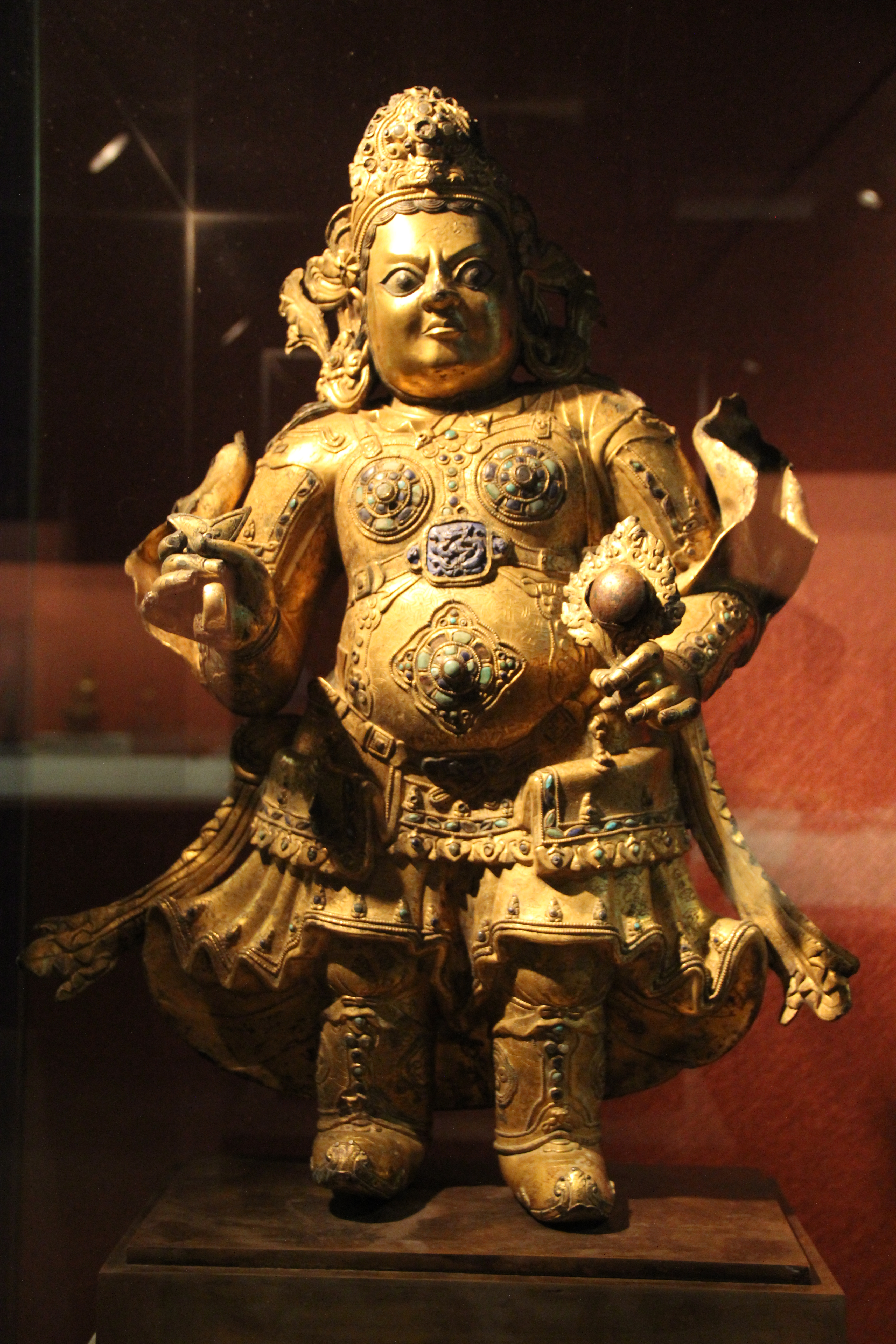
Lokapala, Ming, Tibet, segle XV. Buddhist Art Collection, Palace Museum, Taipei, Taiwan.

Al budisme tibetà, aquestes divinitats apareixen entre els segles XIII i XIV. La majoria de les representacions fan referència a déus de les muntanyes, éssers majestuosos semblant a un dimoni. S'encarreguen de protegir el budisme i a tots els seus fidels. Apareixen al món terrenal quan se'ls invoca per protegir els monestirs o les regions on es practica aquesta religió. Un cop han sigut invocats la seva funció és lluitar i eliminar als enemics. En un primer moment, les representacions dels déus són més humanes però en representacions posteriors es caracteritzen per portar armadura i botes de gran mida. Al Museu Nacional del Palau de Taipei a Taiwan, s'hi troba una escultura d'un lokapala amb vestimenta de guerra luxosa amb pedres precioses incrustades. Mostra les botes característiques en les representacions tibetanes d'aquestes divinitats. També crida l'atenció aquesta representació de la divinitat amb un cos no tan estilitzat, sinó més bé gras i un rostre rodó. Model que trobem en altres exemples de lokapala tibetans.

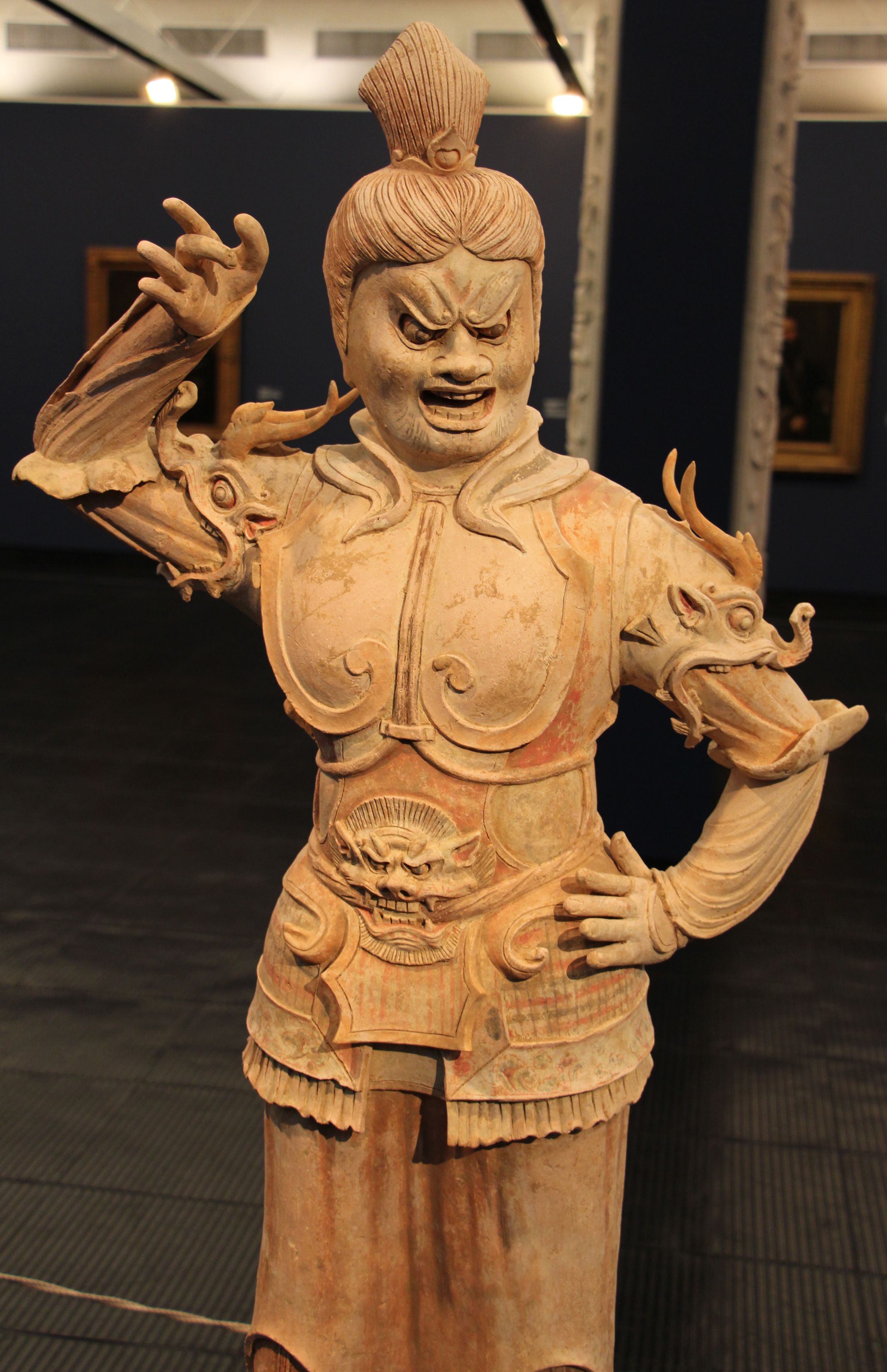
Estatua de Lokapala, Dinastia Tang, Museu de Arte de São Paulo

A la cultura xinesa cada protector està vinculat a un animal de l'astrologia xinesa, aquests déus s'encarreguen de portar la pau a la regió i de perseverar el bon clima per un bon conreu a les seves terres. Són fàcils d'identificar perquè sempre es representen amb una vestimenta militar i una arma específica per cada déu. Les representacions d'art d'aquestes divinitats les trobem sobretot en la Dinastia Tang, amb motiu dels contactes amb l'Índia i la ruta de la seda, van fer que hi hagués un gran creixement artístic a la Xina. Això ens aporta un art colorit i expressiu com l'estatueta de terracota ubicada al Birmingham Museum of Art.
Les representacions d'aquests guardians a la cultura japonesa apareixen a temples de Japó representats com a gegants.

## Galeria d'imatges

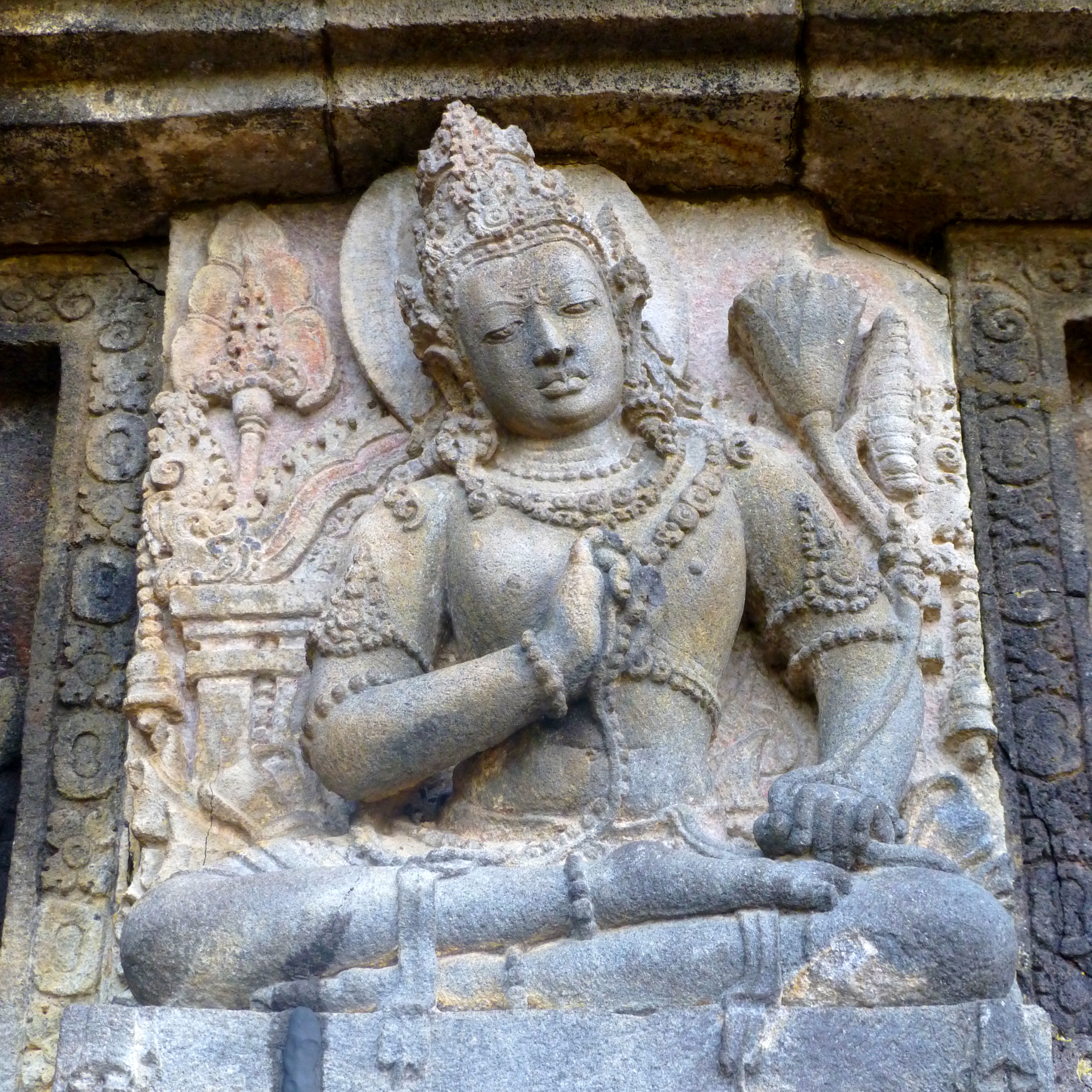
Representació al temple de Siva, Candi Prambanan, Indonèsia
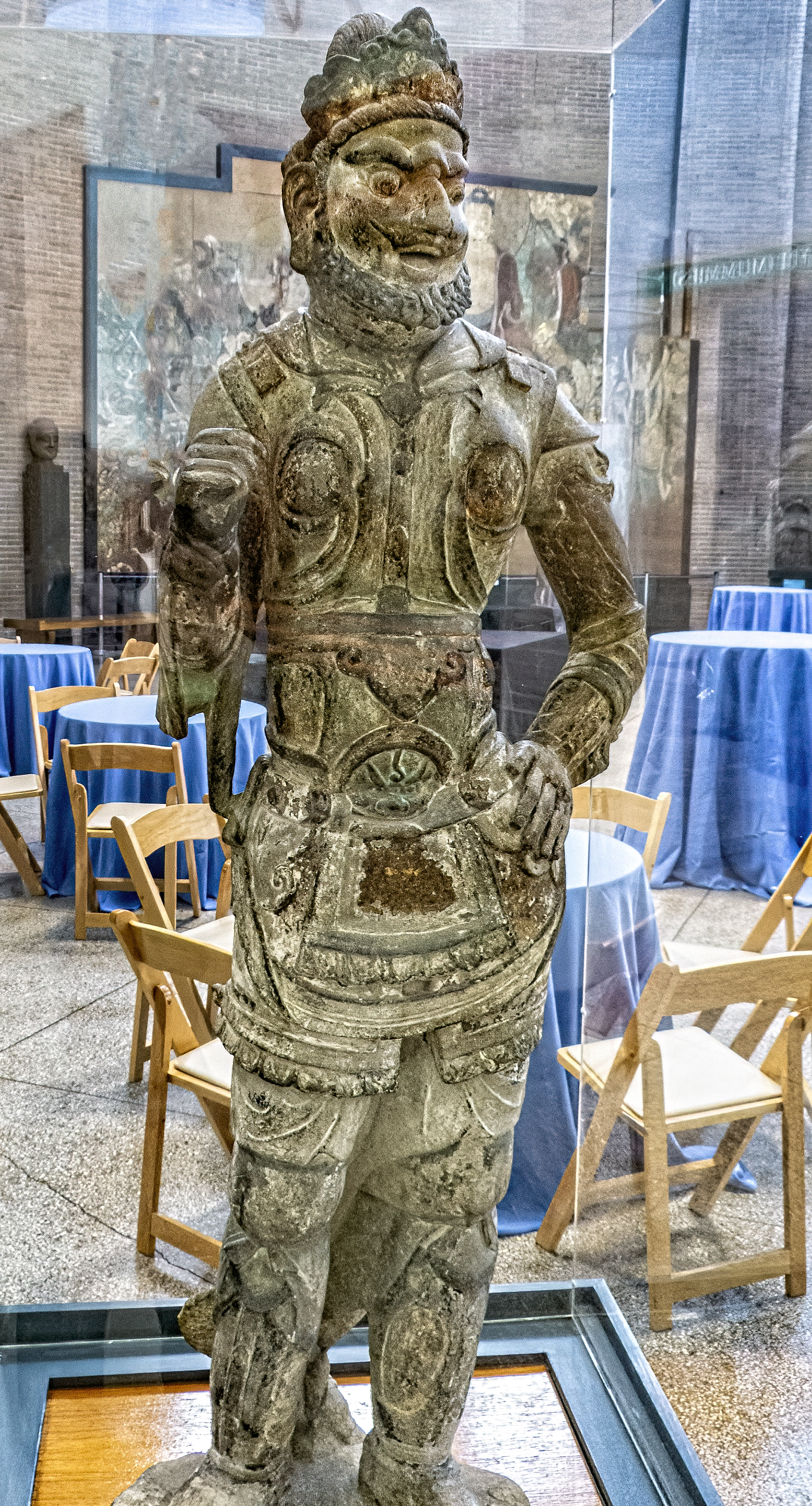
Escultura de pedra calcària Lokapala, dinastia Tang. Temple de la cova de Tianlongshan, Xina (Museu de la Universitat de Pensilvània)
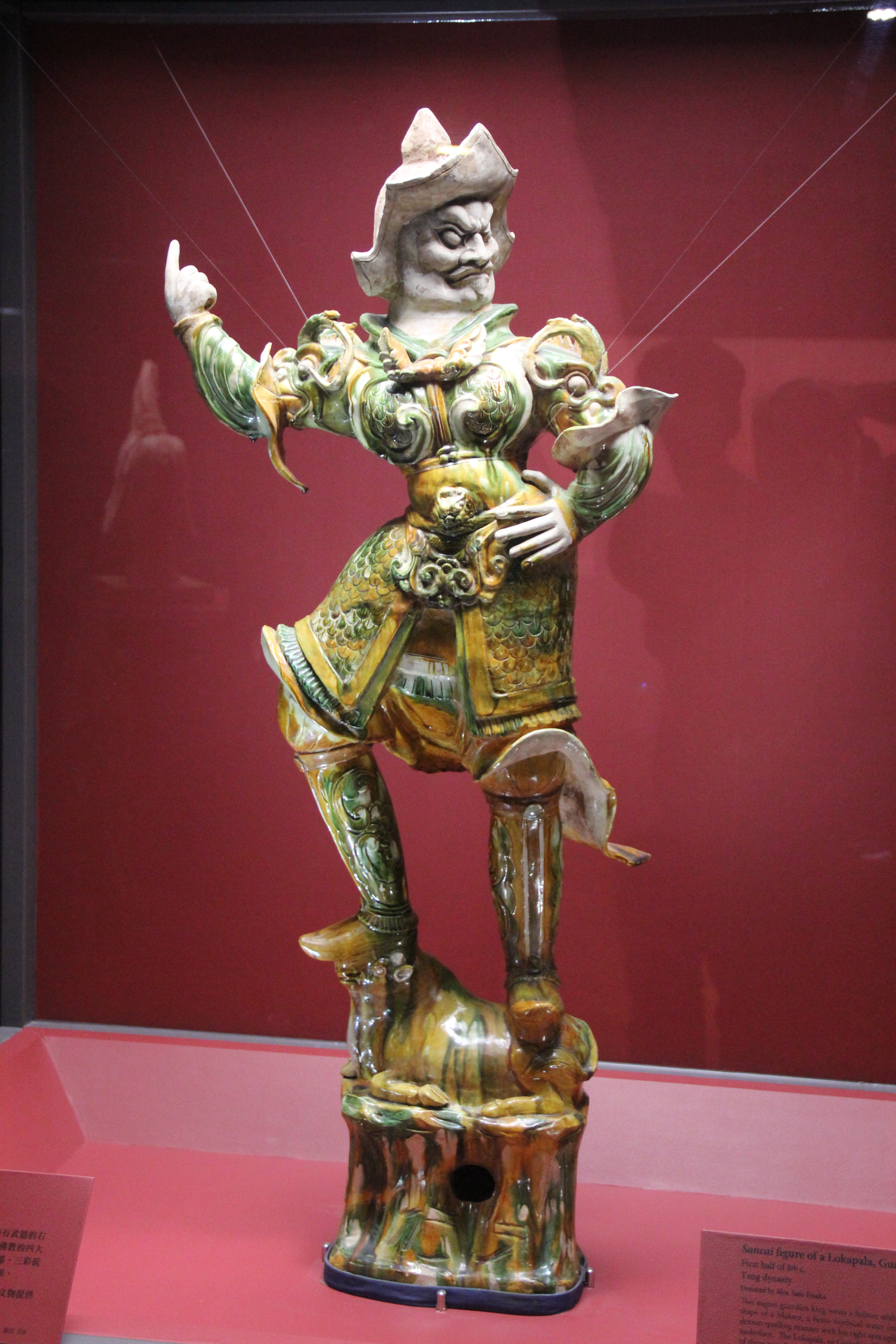
Escultura de porcellana. Museu Nacional del Palau, Taiwan.
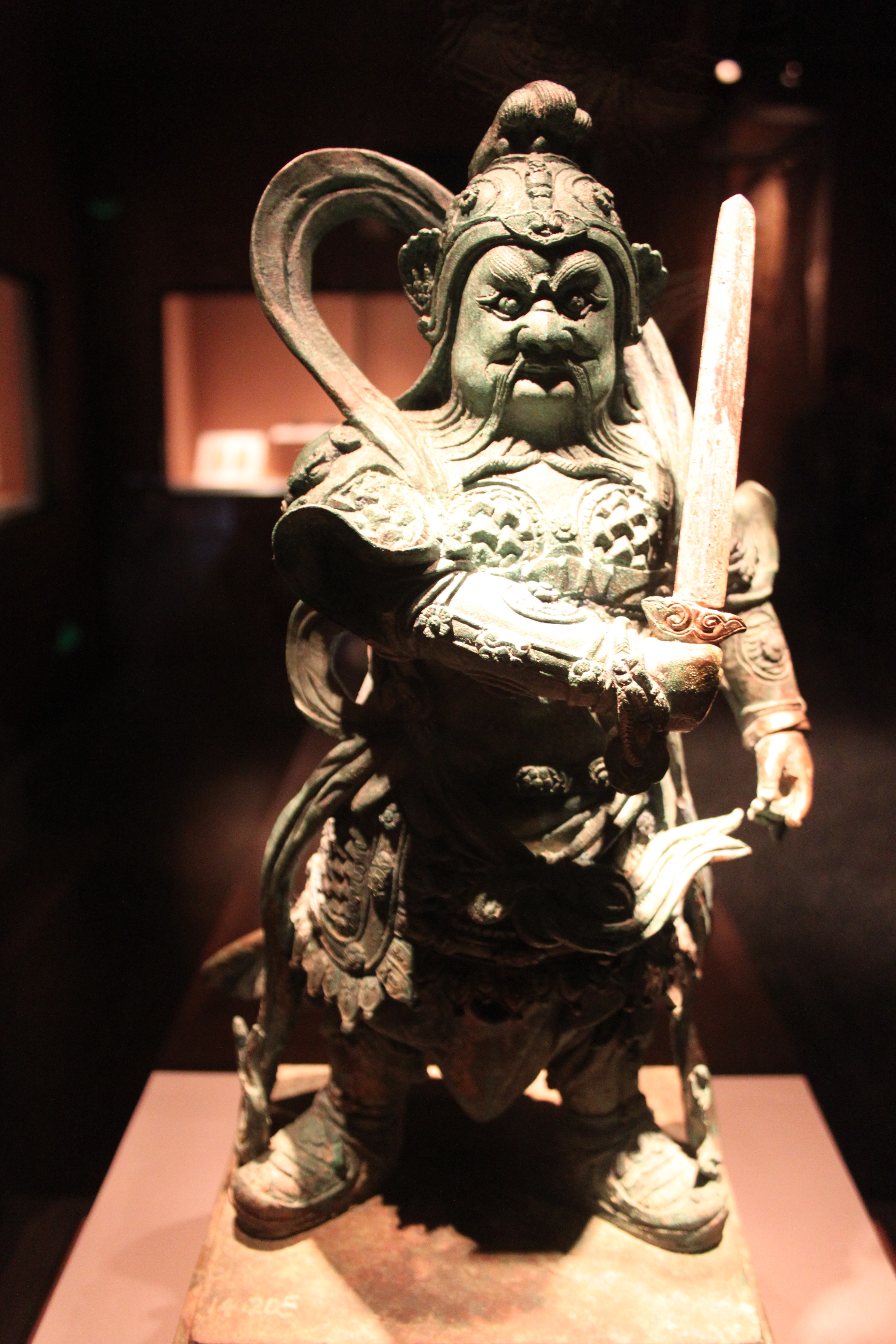
Escultura de Virūḍhaka al Museu Capital de Beijing
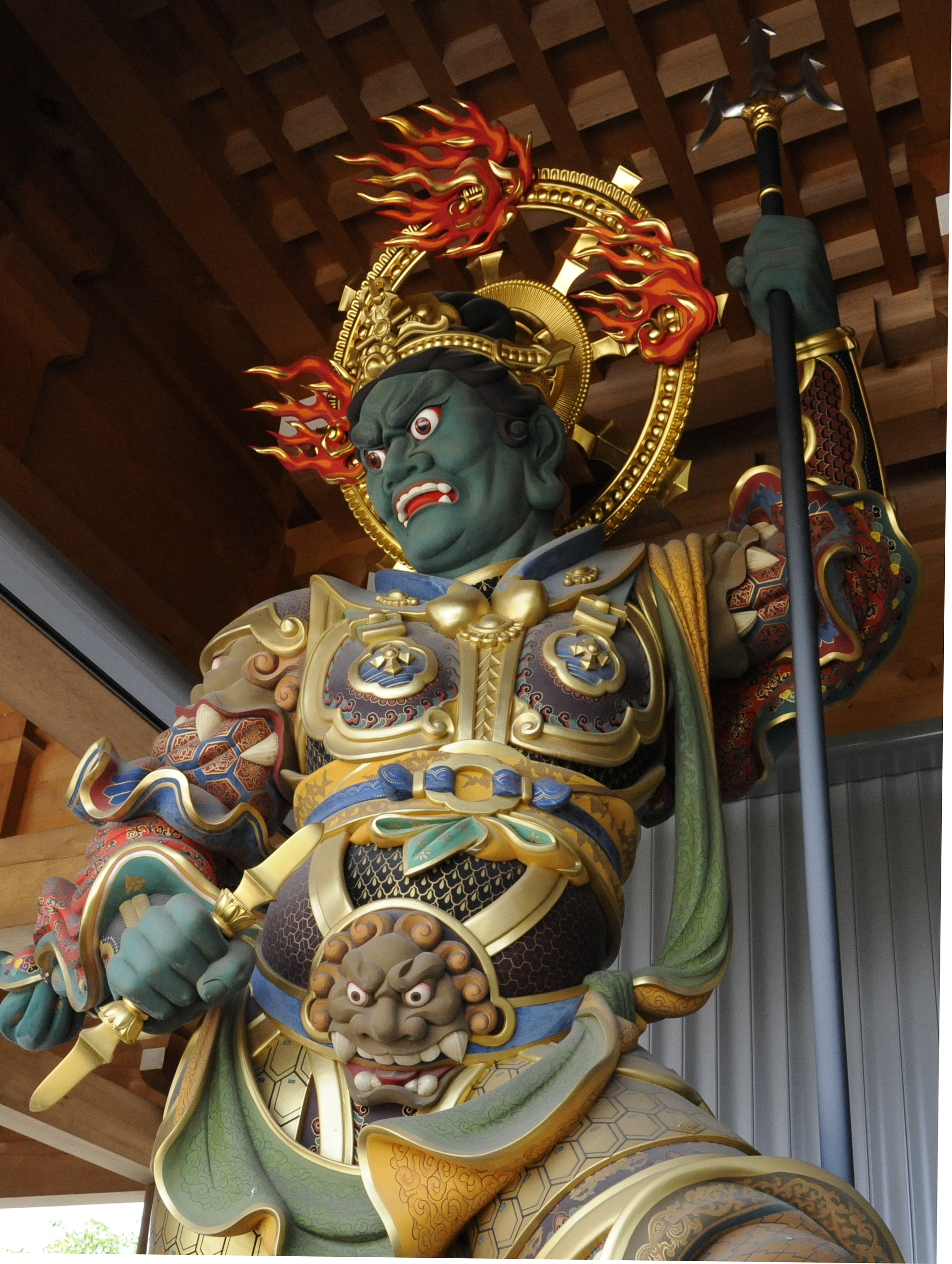
Escultura de Dhṛtarāṣṭra del temple Renge-in Tanjō-ji, Japó
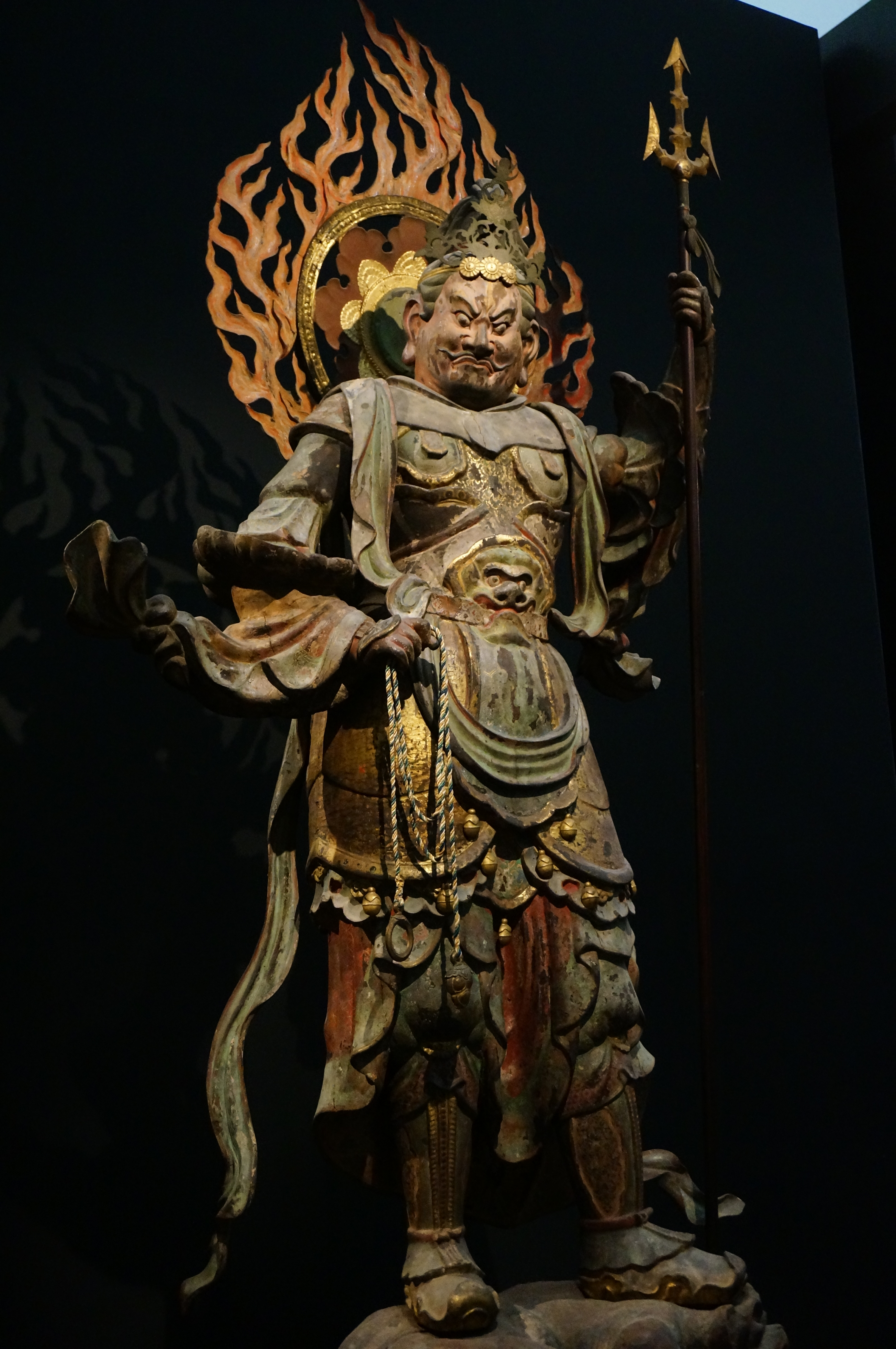
Escultura de Virūpākṣa, col·lecció del temple Joruriji, dipòsit al Museu Nacional de Tòquio. Període Heian.